# Pawumwa
Pawumwa (Pawunwa, Huanian, Abitana-Waninân, Abitana-Huanyam, Huanham, Huanyam, Abitâna-Wanyam, Tschapakura dos Abitana-Huanyam), pleme američkih Indijanaca porodice Chapacuran nastanjeno u ranom 20 stoljeću uz rijeke São Miguel i Cautario, pritoke Guaporé, i sjeveroistočno od Forte Príncipe da Beira. U ranom 20 st. Posjetio ih je J. D. Hasemann (1912.) u selima na gornjem toku rijeke São Miguel po kojemu ih ima oko 300; 100 (1986; prema SIL-u). U Boliviji žive na sjeveroistoku departmana Beni. 
Kod Pawumwa je uobičajena perforacija nosnog septuma kroz koji je provučen maleni štapić. Prevencija je protiv bolesti
Hasemannovi Pawumwa Indijanci izgleda da su identični s plemenom Wanyam, Uanham isl.,

## Vanjske poveznice
- The Linguistic Position of the Pawumwa Indians of South America
- Some notes on the Pawumwa Indians, (Quelques notes sur les Indiens Pawumwa), J. D. Haseman.